# Trichomycterus heterodontus
Trichomycterus heterodontus és una espècie de peix de la família dels tricomictèrids i de l'ordre dels siluriformes.

## Morfologia
Els mascles poden assolir els 8,3 cm de llargària total.

## Distribució geogràfica
Es troba a l'Argentina.